# Neosycophila aequiramulis
Neosycophila aequiramulis är en stekelart som först beskrevs av Mayr 1885.  Neosycophila aequiramulis ingår i släktet Neosycophila och familjen fikonsteklar. Inga underarter finns listade i Catalogue of Life.